# Boloria pseudo-selene
Boloria pseudo-selene är en fjärilsart som beskrevs av Rocci 1940. Boloria pseudo-selene ingår i släktet Boloria och familjen praktfjärilar. Inga underarter finns listade i Catalogue of Life.